# Grote Prijs Jef Scherens 1963
Il Grote Prijs Jef Scherens 1963, prima edizione della corsa, si svolse l'8 maggio 1963 su un percorso di 200 km, con partenza e arrivo a Lovanio. Fu vinto dal belga Marcel Van Den Bogaert della GBC davanti all'italiano Francesco Miele e al belga Walter Muylaert.

## Ordine d'arrivo (Top 10)
| Pos. | Corridore              | Squadra                     | Tempo    |
| ---- | ---------------------- | --------------------------- | -------- |
| 1    | Marcel Van Den Bogaert | GBC                         | 5h02'00" |
| 2    | Francesco Miele        | Pelforth-Sauvage-Lejeune    | s.t.     |
| 3    | Walter Muylaert        | Pelforth-Sauvage-Lejeune    | a 25"    |
| 4    | Eddy Pauwels           | Wiel's-Groen Leeuw          | s.t.     |
| 5    | Ferdinand Bracke       | Peugeot-BP-Englebert        | s.t.     |
| 6    | Jos Bosmans            | Solo-Terrot-Van Steenbergen | a 1'00"  |
| 7    | Guillaume Demaer       | Solo-Terrot-Van Steenbergen | a 2'15"  |
| 8    | Jean Simon             | Peugeot-BP-Englebert        | s.t.     |
| 9    | André Bar              | Wiel's-Groen Leeuw          | a 11'00" |
| 10   | Etienne Vercauteren    | GBC                         | a 11'15" |